# Box-office France 1995
Cet article traite du box-office cinéma de 1995 en France.

## Les films à plus d'un million d'entrées
| Rang | Titre                             | Pays | Réalisateur                                           | Entrées   |
| ---- | --------------------------------- | ---- | ----------------------------------------------------- | --------- |
| 1.   | Les Trois Frères                  |      | Didier Bourdon / Bernard Campan                       | 6 897 098 |
| 2.   | Les Anges gardiens                |      | Jean-Marie Poiré                                      | 5 793 034 |
| 3.   | Pocahontas : Une légende indienne |      | Mike Gabriel / Eric Goldberg                          | 5 639 591 |
| 4.   | Le bonheur est dans le pré        |      | Étienne Chatiliez                                     | 4 931 618 |
| 5.   | Gazon maudit                      |      | Josiane Balasko                                       | 3 990 094 |
| 6.   | GoldenEye                         |      | Martin Campbell                                       | 3 493 610 |
| 7.   | Une journée en enfer              |      | John McTiernan                                        | 3 458 382 |
| R.   | Les 101 Dalmatiens                |      | Clyde Geronimi / Hamilton Luske / Wolfgang Reitherman | 3 076 051 |
| 8.   | Stargate, la porte des étoiles    |      | Roland Emmerich                                       | 2 698 444 |
| 9.   | Le Hussard sur le toit            |      | Jean-Paul Rappeneau                                   | 2 552 695 |
| 10.  | Élisa                             |      | Jean Becker                                           | 2 473 193 |
| 11.  | Casper                            |      | Brad Silberling                                       | 2 224 232 |
| 12.  | Waterworld                        |      | Kevin Reynolds                                        | 2 210 744 |
| 13.  | Apollo 13                         |      | Ron Howard                                            | 2 082 298 |
| 14.  | La Haine                          |      | Mathieu Kassovitz                                     | 2 042 070 |
| 15.  | Batman Forever                    |      | Joel Schumacher                                       | 1 681 063 |
| 16.  | Bad Boys                          |      | Michael Bay                                           | 1 636 092 |
| 17.  | Lancelot, le premier chevalier    |      | Jerry Zucker                                          | 1 607 297 |
| 18.  | Alerte !                          |      | Wolfgang Petersen                                     | 1 596 239 |
| 19.  | Nelly et Monsieur Arnaud          |      | Claude Sautet                                         | 1 521 041 |
| 20.  | Harcèlement                       |      | Barry Levinson                                        | 1 521 027 |
| 21.  | Légendes d'automne                |      | Edward Zwick                                          | 1 469 570 |
| 22.  | Sur la route de Madison           |      | Clint Eastwood                                        | 1 457 496 |
| 23.  | Nell                              |      | Michael Apted                                         | 1 450 902 |
| 24.  | Usual Suspects                    |      | Bryan Singer                                          | 1 345 534 |
| 25.  | La Cité des enfants perdus        |      | Jean-Pierre Jeunet / Marc Caro                        | 1 304 898 |
| 26.  | Braveheart                        |      | Mel Gibson                                            | 1 231 534 |
| 27.  | Frankenstein                      |      | Kenneth Branagh                                       | 1 174 814 |
| 28.  | Street Fighter : L'Ultime Combat  |      | Steven E. de Souza                                    | 1 150 377 |
| 29.  | Judge Dredd                       |      | Danny Cannon                                          | 1 148 697 |
| 30.  | Petits Meurtres entre amis        |      | Danny Boyle                                           | 1 113 351 |
| 31.  | La Cérémonie                      |      | Claude Chabrol                                        | 1 090 322 |
| 32.  | Smoke                             |      | Wayne Wang / Paul Auster                              | 1 069 670 |
| 33.  | Astérix et les Indiens            |      | Gerhard Hahn                                          | 1 059 709 |
| 34.  | Coups de feu sur Broadway         |      | Woody Allen                                           | 1 022 313 |
| 35.  | Les Misérables                    |      | Claude Lelouch                                        | 1 001 967 |

Par pays d'origine des films (Pays producteur principal)
- États-Unis : 21 films
- France : 11 films
- Royaume-Uni : 2 films
- Allemagne : 1 film
- Total : 35 films